# Ada Yardeni

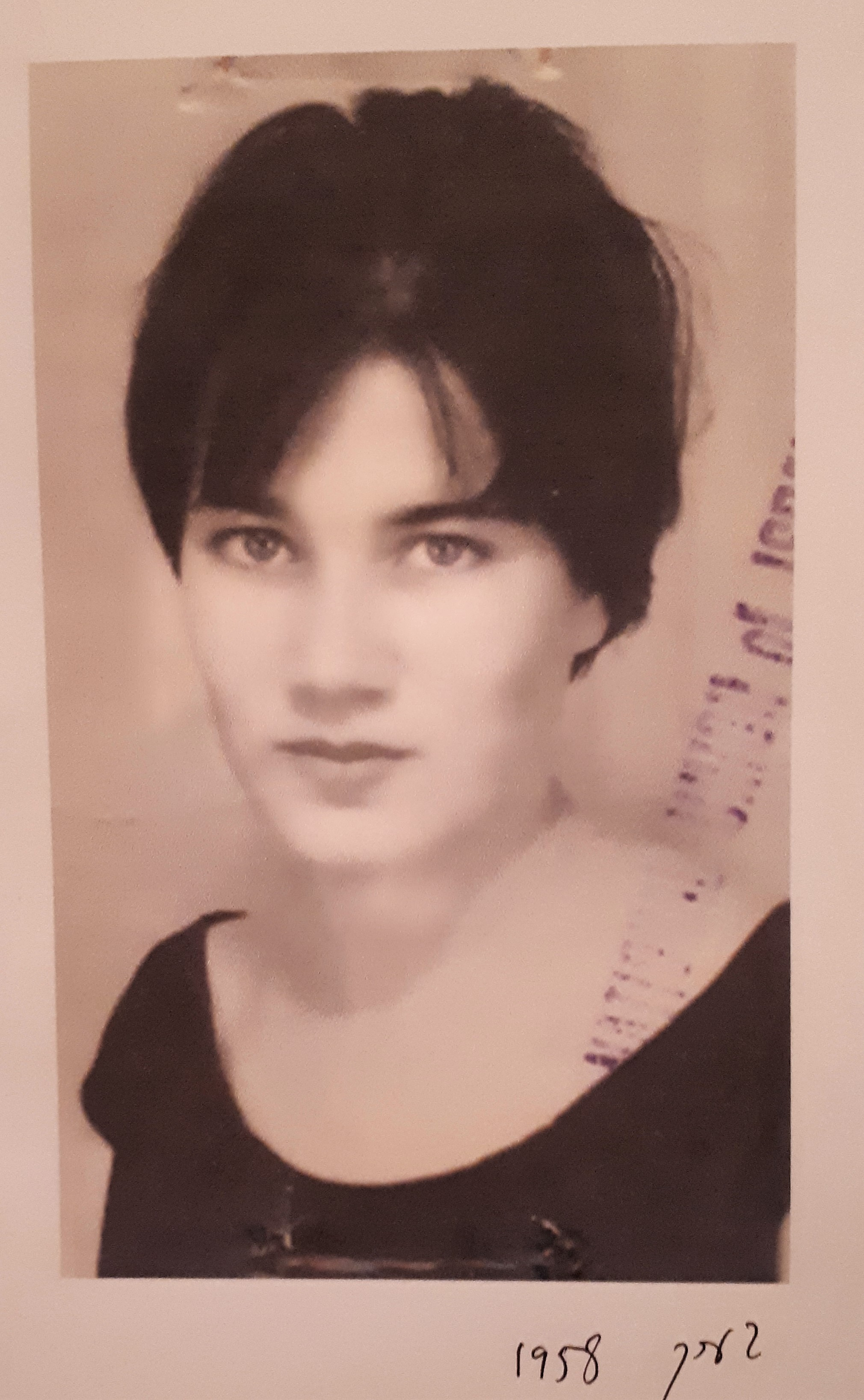
Ada Yardeni (1958)

Ada Yardeni (hebräisch עדה ירדני, * 29. Juli 1937 in Jerusalem; † 29. Juni 2018 ebenda) war eine israelische Paläographin, Epigraphikerin, Übersetzerin, Autorin und Künstlerin.

## Leben
Yardeni studierte an der Bezalel Academy of Arts and Design in Jerusalem.
Sie arbeitete als Designerin bei der Koren Publishing Company und der Carta Publishing Company.
Sie schuf den Font „ADA“.
Yardeni studierte an der Hebräischen Universität Jerusalem Nordwestsemitische Sprachen und Schriften.
1991 promovierte sie bei Joseph Naveh ebenda mit einer Arbeit zum Thema The Aramaic and Hebrew Documents in Cursive Script from Wadi Murabba‘at and Naḥal Ḥever and Related Material: A Palaeographic and Epigraphic Examination (deutsch: Die aramäischen und hebräischen Dokumente in Kursivschrift aus Wadi Murabbaʿat und Nachal Chever und verwandtes Material: Eine paläografische und epigrafische Untersuchung).
Yardeni forschte auf dem Gebiet der Biblischen Archäologie.
Sie spezialisierte sich auf die paläografische Forschung, auf das Entziffern und Übersetzen von alten Inschriften und Manuskripten in semitischen Schriften.
Sie zeichnete alte Inschriften nach und publizierte sie.
Oft wurde sie auf diesem Gebiet von anderen Gelehrten um ihre Hilfe gebeten.
Sie war fähig, selbst feinste Buchstabenspuren zu lesen, abzuzeichnen und zu entziffern.

## Beratertätigkeit bei Streit über die Echtheit von Inschriften
Als anerkannte Spezialistin auf dem Gebiet alter semitischer Inschriften wurde Yardeni um ihren Rat gebeten, wenn es darum ging, über die Echtheit archäologischer Inschriften zu entscheiden.
Auf diese Weise war sie zusammen mit Hershel Shanks, Robert Deutsch und André Lemaire beschäftigt mit den umstrittenen Inschriften auf dem Jakobus-Ossuar, dem Elfenbein-Granatapfel und mit der Joasch-Inschrift.
Dabei äußerte sie Zweifel an der Echtheit einiger dieser Inschriften.
Später wurden diese Zweifel durch Yuval Gorens Untersuchungen mit Hilfe der Röntgenfluoreszenzanalyse bestätigt.
Hintergrund waren Fälschungen, bei denen auf echten Antiquitäten Inschriften angebracht wurden, bzw. vorhandene Inschriften erweitert wurden.
Der Inhalt dieser „neuen“ Inschriften bestätigte oft biblische, religiöse und politische Aussagen, nach denen die Archäologen schon lange suchten.
Dadurch wurde die jeweilige Antiquität „aufgewertet“ und konnte oft sehr teuer verkauft werden.
Im Rahmen der kriminalistischen Untersuchungen dieser Fälschungen wurden zeitweise Yardeni selbst sowie Robert Deutsch und André Lemaire verdächtigt, Teil eines organisierten Ringes von Fälschern zu sein.

## Veröffentlichungen (Auswahl)
- Bezalel Porten, Ada Yardeni: Textbook of Aramaic Ostraca from Idumea, volume 4, 2020, Eisenbrauns, ISBN 978-1575067346
- Ada Yardeni: The Jeselsohn Collection: Archaeology – Writing, 2017, YAD BEN ZVI PR, Har/Acc Edition, ISBN 978-9652173942
- Ada Yardeni: A-dventure-Z The Story of the Alphabet, 2016, Carta Jerusalem; Illustrated Edition, ISBN 978-9652205315
- Ada Yardeni: Understanding the Alphabet of the Dead Sea Scrolls: Development, Chronology, Dating, 2014, Carta, The Israel Map & Publishing Company, ISBN 978-9652208583
- Ada Yardeni: Artistic Prayers and Blessings, 2013, CreateSpace Independent Publishing Platform, ISBN 978-1482797268
- Ada Yardeni: The Book of Hebrew Script: History, Palaeography, Script Styles, Calligraphy and Design, 2011, Carta, The Israel Map & Publishing Company Ltd, Israel, ISBN 978-9652208118

### Artikel (Auswahl)
- Ada Yardeni: Hershel’s Crusade, No. 3: Forgeries and Unprovenanced Artifacts, 2018, Biblical Archaeology Review online
- Ada Yardeni: 2,000 Ancient Aramaic Business Scribbles (including the delivery of 30 mice), 2014, Biblical Archaeology Review online
- Ada Yardeni: A New Dead Sea Scroll in Stone?, Bible-like Prophecy Was Mounted in a Wall 2,000 Years Ago, 2008, Biblical Archaeology Review online
- Ada Yardeni: Breaking the Missing Link, Cross and Eshel misread the Qumran ostracon relating the settlement to the Dead Sea Scrolls, 1998, Biblical Archaeology Review online
- Ada Yardeni: They Would Change the Dates of Clearly Stratified Inscriptions – Impossible!, Defusing Pseudo-Scholarship, 1997, Biblical Archaeology Review online
- Esther Eshel, Hanan Eshel, Ada Yardeni: Who Was He? Rare DSS Text Mentions King Jonathan, Dead Sea Scrolls Research Council: Fragments, 1994, Biblical Archaeology Review online